# セントバー
セントバー（The Scent Bar）は、アメリカ合衆国カリフォルニア州ロサンゼルスにある香水の専門店。
香水やバス＆ボディ用品、アロマ等を扱うオンラインショップ「ラッキーセント (Lucky Scent）」の実店舗として、2005年、ウェスト・ハリウッドのビバリー・ブルバードにオープンした。
店名に「バー」とあるとおり、店内にはカウンターが置かれ、スタッフに好みの香りを伝えると棚に並んだ香水から選んでくれるユニークなシステムになっている。イベントも頻繁に行われており、女優ティルダ・スウィントンなど、有名人が訪れることも多い。